# Rhacophorus nigropalmatus
Ếch bay Wallace hay Ếch bay sông Abah (tên khoa học Rhacophorus nigropalmatus) là một loài ếch tìm thấy ít nhất là từ bán đảo Mã Lai về phía tây Indonesia. Nó được đặt tên theo nhà sinh vật học, Alfred R. Wallace, người đã thu thập các mẫu vật đầu tiên được xác định chính thức.